# Emil Dessewffy

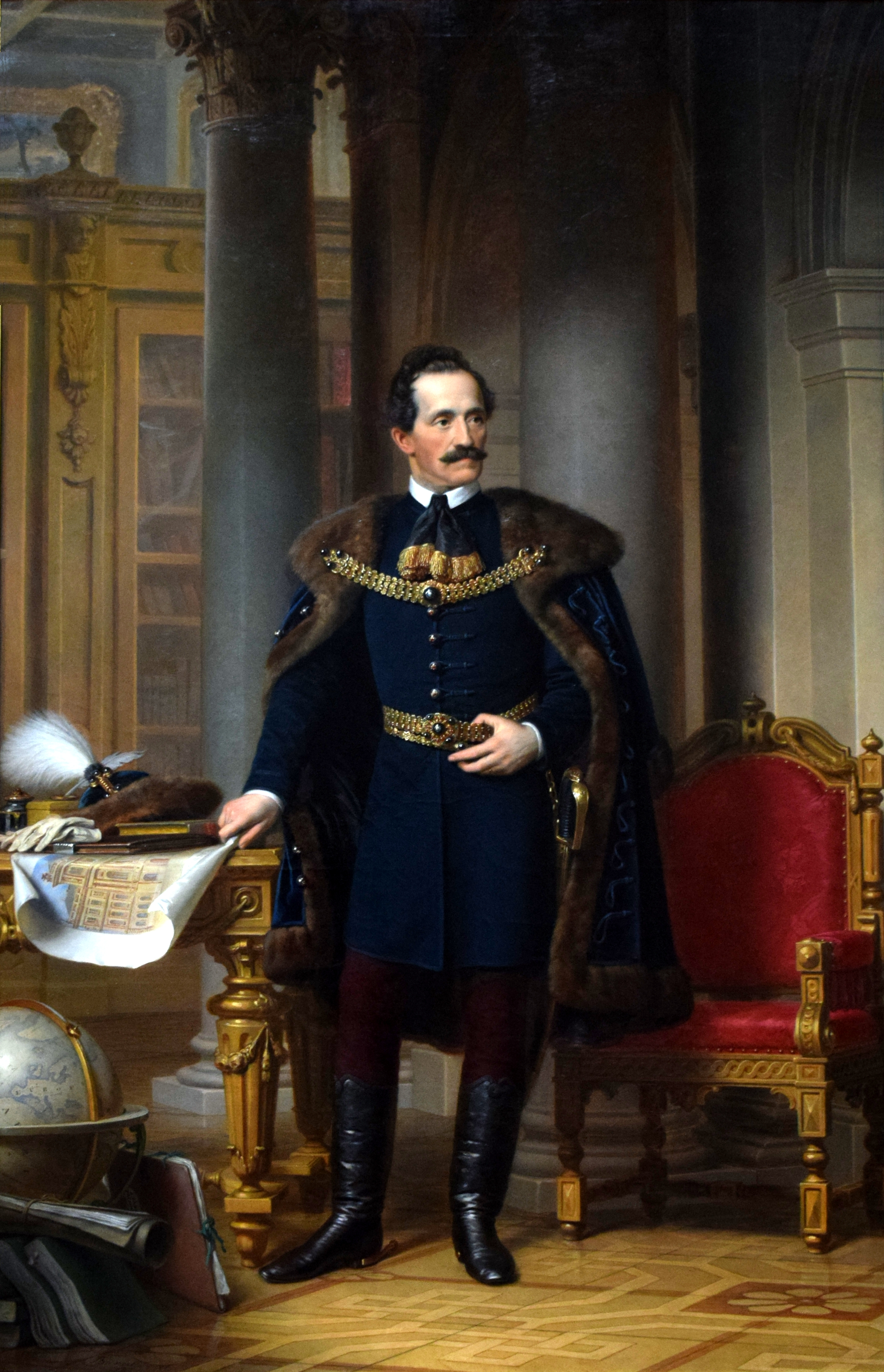
Emil Dessewffy auf einem Gemälde von Miklós Barabás

Emil Graf Dessewffy von Csernek und Tarkő (* 16. Februar 1814 in Eperjes, Komitat Sáros; † 10. Januar 1866 in Pozsony, Komitat Pozsony) war ein ungarischer Politiker, Landtagsabgeordneter und Präsident der Ungarischen Akademie der Wissenschaften.

## Leben
Dessewffy studierte Philosophie, Geschichte und Staatswissenschaften. Nach einer längeren Reise ins Ausland übernahm er die Bewirtschaftung seiner Güter im Komitat Szabolcs und verfasste zahlreiche konservative Artikel. Von 1844 bis 1847 übernahm er die Redaktion der Pesti Hírlap, zog sich jedoch nach Ausbruch der Ungarischen Revolution 1848 zunächst ins Privatleben zurück und kümmerte sich erneut um die Bewirtschaftung seiner Güter. 1856 wurde er zum Präsidenten der Ungarischen Akademie der Wissenschaften gewählt, der er bis zu seinem Tode blieb. 1860 schloss er sich Ferenc Deák an und wurde im Folgejahr zum Landtagsabgeordneten der Felirati Párt (Adress-Partei) im Wahlkreis Pozsony I gewählt. Sein Sohn Aurél wurde ebenfalls Politiker.